# Dystrykt Bo
Dystrykt Bo – dystrykt w Sierra Leone. Stolicą jest Bo. W 2004 roku w tejże jednostce administracyjnej mieszkało 473 tys. ludzi. W dystrykcie znajduje się m.in. Bumpe.
Liczba ludności dystryktu w poszczególnych latach:
- 1963 – 209 754
- 1974 – 217 711
- 1985 – 268 671
- 2004 – 472 919